# Gustav Thies
Gustav Thies (auch: Gustav Thieß; * 5. September 1845 in Hannover; † 19. Oktober 1918 in Oberlahnstein) war ein deutscher Schauspieler, Regisseur und Theaterdirektor, der auch als Schriftsteller mit Bühnenstücken und Erzählungen hervortrat.

## Leben
Gustav Thies wurde 1845 in der Residenzstadt des Königreichs Hannover geboren. Sein Debüt als Schauspieler hatte er 1865 im Alter von etwa 20 Jahren in Rostock, bevor er verschiedene Engagements wahrnahm wie beispielsweise in Bremen am Bremer Stadttheater, in Meiningen am dortigen Hoftheater, in seiner Heimatstadt als Mitglied des Hoftheater-Ensembles am Königlichen Hoftheater.
In der Gründerzeit des Deutschen Kaiserreichs wirkte Gustav Thies in Kassel am dortigen Opernhaus von 1877 bis 1893 als Schauspieler, ab 1885 zudem als Regisseur und ab 1891 als Oberregisseur.
Kurz vor der Jahrhundertwende ging Thies nach Luzern, um dort von 1898 bis 1902 das dortige Stadttheater zu leiten. Anschließend ging er nach Posen und leitete von 1902 bis 1910 das Posener Stadttheater.
Gustav Thies starb am 19. Oktober 1918, in den letzten Tagen des Ersten Weltkrieges, im 74. Lebensjahr in Oberlahnstein.